# Jesús Fernández (futbolista)
Jesús Fernández Collado (Madrid, 11 de junio de 1988) es un futbolista español. Juega como portero y su equipo es el F. C. Politehnica Iași de la Liga I.

## Carrera

### Categorías inferiores
Jesús jugó en categorías inferiores para tres equipos de fútbol distintos, el A.D. Adarve, en las categorías inferiores del Villarreal C. F. y en el Getafe C. F. "B". En 2007, firma por el C. D. Numancia, para jugar durante dos temporadas con su equipo filial, el C. D. Numancia "B" en la Tercera División. En la temporada 2009-10 juega con el primer equipo, como tercer portero en la Segunda División, con el que debuta como jugador profesional.
En 2010, Jesús retorna a su ciudad natal para fichar por las categorías inferiores del Real Madrid, jugando para su primer equipo filial, el Real Madrid Castilla C. F. en la Segunda División "B".
En la temporada 2011-12, logra con su club, el Castilla, el ascenso a Segunda División tras derrotar en la fase de promoción de ascenso al Cádiz C. F. por 8-1 en el global de la eliminatoria, y por 6-0, también en el global, al C.D. Mirandés proclamádose así campeones de la 2.ª División "B" y logrando el ascenso a dicha categoría.

### Real Madrid C. F.
El 21 de mayo de 2011, en el último partido de Liga 2010-11 del primer equipo, debutó con el Real Madrid C. F. sustituyendo al portero suplente Jerzy Dudek para disputar los últimos minutos de la victoria por 8-1 frente a la U. D. Almería.
Sus actuaciones con el equipo filial, le llevaron a conseguir ficha con el primer equipo para la temporada 2012-13, donde pasó a estar a las órdenes de José Mourinho como tercer guardameta. En el último partido de la Liga 2012-13 frente al Osasuna juega todo el partido en el Estadio Santiago Bernabéu encajando dos goles.

### Levante U. D.
En agosto de 2014 fichó por el club levantino tras varios años defendiendo los colores del Real Madrid. Fue titular indiscutible durante los primeros cinco partidos de la temporada, teniendo una gran actuación ante el Málaga C. F. (0:0), aunque recibiendo varios goles. A partir de dicha jornada perdió el puesto ante Diego Mariño. Ya no volvió a jugar más en toda la temporada, salvo en la Copa del Rey. La siguiente temporada aún fue peor, ya que además de verse superado por Mariño, también se vio adelantado por Rubén, quedando como tercer portero.

### Granada C. F.
En enero de 2016, durante el mercado de fichajes de invierno, fichó por el Granada C. F., ante la falta de oportunidades en el Levante.

### Cádiz C. F.
En julio de 2016, el jugador firmó por el Cádiz C. F., para competir con el equipo gaditano en la segunda división del fútbol español.

### Cultural y Deportiva Leonesa
En julio de 2017, el jugador firmó por la Cultural y Deportiva Leonesa, para competir con el equipo leonés en la segunda división del fútbol español.

### Rumania, Grecia y regreso a España
En agosto de 2018, tras el descenso con la Cultural y Deportiva Leonesa, fichó libre por el CFR Cluj. Dos años después recaló en el ACS Sepsi OSK Sfântu Gheorghe, habiendo jugado entremedias en el Panetolikos griego durante el tramo final de la temporada 2019-20.
En agosto de 2021 fichó libre por el Hércules C. F. hasta junio de 2022. Pasado ese tiempo quedó libre y optó por volver a Rumania después de firmar por el F. C. Voluntari el 23 de septiembre. Allí estuvo dos temporadas y en junio de 2024 se unió al F. C. Politehnica Iași.

## Estadísticas

### Clubes
Actualizado a 30 de julio de 2018.
| AD Unión Adarve · España |               |               |    |    |   |   |   |    |    |      |      |
| 2.ª B | 2003-04       | -             | -  | -  | - | - | - | -  | -  | -    |      |
| Total club | Total club    | -             | -  | -  | - | - | - | -  | -  | -    |      |
| Villarreal CF Juvenil A · España |               |               |    |    |   |   |   |    |    |      |      |
| - | 2004-05       | -             | -  | -  | - | - | - | -  | -  | -    |      |
| - | 2005-06       | -             | -  | -  | - | - | - | -  | -  | -    |      |
| Total club | Total club    | -             | -  | -  | - | - | - | -  | -  | -    |      |
| Getafe CF Juvenil A · España |               |               |    |    |   |   |   |    |    |      |      |
| - | 2006-07       | -             | -  | -  | - | - | - | -  | -  | -    |      |
| Total club | Total club    | -             | -  | -  | - | - | - | -  | -  | -    |      |
| CD Numancia B · España |               |               |    |    |   |   |   |    |    |      |      |
| - | 2007-08       | -             | -  | -  | - | - | - | -  | -  | -    |      |
| - | 2008-09       | -             | -  | -  | - | - | - | -  | -  | -    |      |
| Total club | Total club    | -             | -  | -  | - | - | - | -  | -  | -    |      |
| CD Numancia · España |               |               |    |    |   |   |   |    |    |      |      |
| 2.ª | 2009-10       | 5             | 11 | 0  | 0 | - | - | 5  | 11 | 2,20 |      |
| Total club | Total club    | 5             | 11 | 0  | 0 | 0 | 0 | 5  | 11 | 2,20 |      |
| Real Madrid Castilla · España |               |               |    |    |   |   |   |    |    |      |      |
| 2.ª B | 2010-11       | 26            | 27 | 0  | 0 | - | - | 26 | 27 | 1,04 |      |
| 2.ª B | 2011-12       | 21            | 18 | 2  | 1 | - | - | 23 | 19 | 0,83 |      |
| 2.ª | 2012-13       | 14            | 23 | 0  | 0 | - | - | 14 | 23 | 1,73 |      |
| Total club | Total club    | 61            | 68 | 2  | 1 | 0 | 0 | 63 | 69 | 1,08 |      |
| Real Madrid CF · España |               |               |    |    |   |   |   |    |    |      |      |
| 1.ª | 2010-11       | 1             | 0  | 0  | 0 | 0 | 0 | 1  | 0  | 0    |      |
| 1.ª | 2011-12       | 0             | 0  | 0  | 0 | 0 | 0 | 0  | 0  | 0    |      |
| 1.ª | 2012-13       | 1             | 2  | 0  | 0 | 0 | 0 | 1  | 2  | 2    |      |
| 1.ª | 2013-14       | 0             | 0  | 0  | 0 | 0 | 0 | 0  | 0  | 0    |      |
| Total club | Total club    | 2             | 2  | 0  | 0 | 0 | 0 | 2  | 2  | 1    |      |
| Levante UD · España |               |               |    |    |   |   |   |    |    |      |      |
| 1.ª | 2014-15       | -             | -  | -  | - | - | - | -  | -  | -    |      |
| 1.ª | 2015-16       | -             | -  | -  | - | - | - | -  | -  | -    |      |
| Total club | Total club    | -             | -  | -  | - | - | - | -  | -  | -    |      |
| Granada CF · España |               |               |    |    |   |   |   |    |    |      |      |
| 1.ª | 2015-16       | -             | -  | -  | - | - | - | -  | -  | -    |      |
| Total club | Total club    | -             | -  | -  | - | - | - | -  | -  | -    |      |
| Cádiz CF · España |               |               |    |    |   |   |   |    |    |      |      |
| 2.ª | 2016-17       | -             | -  | -  | - | - | - | -  | -  | -    |      |
| Total club | Total club    | -             | -  | -  | - | - | - | -  | -  | -    |      |
| Cultural Leonesa · España |               |               |    |    |   |   |   |    |    |      |      |
| 2.ª | 2017-18       | 12            | 17 | 2  | 6 | - | - | 14 | 23 | 1,64 |      |
| Total club | Total club    | -             | -  | -  | - | - | - | -  | -  | -    |      |
| Hércules de Alicante CF · España |               |               |    |    |   |   |   |    |    |      |      |
| 2.ª RFEF | 2021-22       | 0             | 0  | 0  | 0 | - | - | 0  | 0  | 0    |      |
| Total club | Total club    | -             | -  | -  | - | - | - | -  | -  | -    |      |
| Total carrera | Total carrera | Total carrera | 68 | 81 | 2 | 1 | 0 | 0  | 70 | 82   | 1,17 |
| (1) Incluye datos de la Copa del Rey / Supercopa de España (2009-13). En caso de equipo filial se refiere a partidos de play-off. (2) Incluye datos de la UEFA Champions League (2010-13). (3) No incluye goles en partidos amistosos. |               |               |    |    |   |   |   |    |    |      |      |

## Palmarés

### Campeonatos nacionales
| Título               | Club                       | País    | Año  |
| -------------------- | -------------------------- | ------- | ---- |
| Segunda División "B" | Real Madrid Castilla C. F. | España  | 2012 |
| Copa del Rey         | Real Madrid C. F.          | España  | 2014 |
| Liga I               | CFR Cluj                   | Rumania | 2019 |

### Copas internacionales
| Título                       | Club              | País     | Año  |
| ---------------------------- | ----------------- | -------- | ---- |
| Liga de Campeones de la UEFA | Real Madrid C. F. | Portugal | 2014 |